# Peter ''el negre''
L'aventura de Peter "el negre" (angles: The Adventure of Black Peter) un dels 56 contes de Sherlock Holmes escrits per Sir Arthur Conan Doyle, és un dels 13 contes del cicle recollits com El retorn de Sherlock Holmes. Va ser publicat originalment a Collier's (Estats Units) el febrer de 1904 i a The Strand Magazine (Regne Unit) el març de 1904.

## Trama

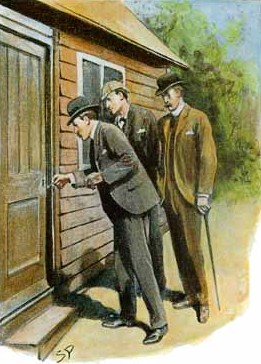
Holmes, Watson i l'inspector Hopkins, il·lustració de 1904 de Sidney Paget

Forest Row al Weald és l'escenari d'un assassinat amb arpó, i un jove inspector de policia, Stanley Hopkins, demana ajuda a Holmes, a qui admira. Holmes ja ha determinat que caldria molta força i habilitat per passar un home amb un arpó i incrustar-lo a la paret darrere seu.
Peter Carey, la víctima de 50 anys i antic capità del Sea Unicorn de Dundee, que vivia amb la seva dona i la seva filla, tenia fama de ser violent. Carey no dormia a la casa familiar, sinó a una petita cabana que va construir a una mica de distància de la casa, l'interior de la qual havia decorat per semblar la cabina d'un mariner en un vaixell. Aquí és on el van trobar arponat. Hopkins no va trobar cap petjada ni cap altra evidència física. No obstant això, al lloc dels fets es va trobar una bossa de tabac feta amb pell de foca i amb les inicials "PC", que estava plena de tabac fort del vaixell. Això és força inusual, ja que Peter Carey, o "Black Peter", com l'anomenaven la gent, rarament fumava. De fet, Hopkins no va trobar cap canonada a la cabina. A Carey es va trobar completament vestit, cosa que suggereix que esperava una visita, i hi havia una mica de rom juntament amb dos gots bruts. També hi havia brandi i whisky, però cap dels dos s'havia tocat. També hi havia un ganivet a la seva beina als peus de Carey; La senyora Carey l'ha identificat com el del seu marit. També es va trobar una petita llibreta al lloc dels fets. Conté les inicials JHN i l'any 1883. També diu CPR a la segona pàgina, que Holmes considera que significa Canadian Pacific Railway. El primer conjunt d'inicials és probablement d'un corredor de borsa, ja que el petit llibre està ple del que sembla ser informació de la borsa.
Holmes decideix acompanyar en Hopkins a Forest Row, i en arribar, Hopkins observa que algú ha intentat entrar a la cabana de Carey, però no ho va aconseguir. Després d'examinar l'interior de la cabina, Holmes dedueix per la manca de pols que s'ha tret alguna cosa d'un prestatge, tot i que el lladre no hi va entrar. L'objecte robat era un llibre, o possiblement una caixa. Holmes creu que el lladre probablement ho tornarà a intentar, aquesta vegada aportant una eina més útil per a la feina. Per tant, Holmes, el doctor Watson i Hopkins estan a l'aguait del lladre aquella nit i no estan decebuts. Quan arriba, irromp a la cabina i repassa un dels vells diaris de registre de Carey, maleint quan descobreix que falta la informació que ell vol, després d'haver estat arrencada del llibre. Quan surt de la cabina, Hopkins s'hi trasllada i l'arresta.

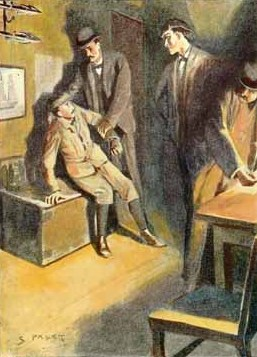
John Hopley Neligan és descobert, il·lustració de 1904 de Sidney Paget

És John Hopley Neligan, que coincideix amb les inicials de la llibreta, el fill d'un banquer que havia fet fallida i desaparegut des de fa temps. Afirma que estava mirant els registres de Carey per provar una teoria seva. El seu pare va desaparèixer amb una caixa plena de valors després que el seu banc fallés. Els va portar en un iot amb destinació a Noruega. Creu que el vaixell del seu pare podria haver estat conduït cap al nord al mar del Nord pel mal temps, i va trobar el Sea Unicorn, capitanejat per Carey. Creu que Carey sabia alguna cosa sobre la desaparició del seu pare i que possiblement el seu pare va ser assassinat per l'home que ara s'ha convertit en una víctima d'assassinat, ja que ha localitzat alguns dels valors perduts del seu pare fins a Carey. Hopkins porta a Neligan a l' estació , tot i que Neligan jura que no té res a veure amb l'assassinat. Holmes creu que això és cert, perquè Neligan és un home prim i anèmic, difícilment capaç de traspassar un home amb un arpó.
Holmes salva la Neligan de la forca en trobar el veritable assassí d'una manera inusual. Anuncia un arponer, fent-se passar per un capità de mar anomenat Basil. Obté tres sol·licitants al 221B de Baker Street per a la feina, i un d'ells és, de fet, l'assassí de Peter Carey, com ho confirma el seu nom, Patrick Cairns, i el fet que Holmes havia establert que alguna vegada va ser el company de vaixell de Carey. Holmes també estava segur que un assassí voldria marxar del país durant un temps. Holmes emmanilla l'inconscient Cairns després de la qual cosa Cairns confessa. Tot i que admet lliurement que va matar a Carey, nega furiós que es tractés d'un assassinat, reclamant defensa pròpia. De fet, estava a la cabana de Carey per extorsionar-li diners. El pare de Neligan havia pujat a bord del Sea Unicorn amb la seva caixa de llauna de valors, i Carey l'havia assassinat tirant-lo per la borda mentre creia que ningú mirava, tot i que Cairns havia presenciat l'esdeveniment. Tot i que Carey inicialment havia acceptat el pagament, quan Cairns va arribar a cobrar, les coses eren diferents. Els dos van beure junts, durant el qual l'estat d'ànim de Carey es va enfosquir. Quan Carey va agafar el seu ganivet, que Cairns va veure com una amenaça, va actuar. Aleshores, Cairns va examinar la caixa de valors, però al trobar-los impossibles de vendre, va escapar i va deixar la seva bossa de tabac a la taula.
El rom era una altra pista. Holmes estava segur que això, i el fet que el brandi i el whisky s'havien deixat sols, eren senyals segurs que l'assassí era un mariner. Neligan és alliberat i li retornen els valors, encara que no es poden recuperar els que va vendre Carey.

## Historial de publicacions

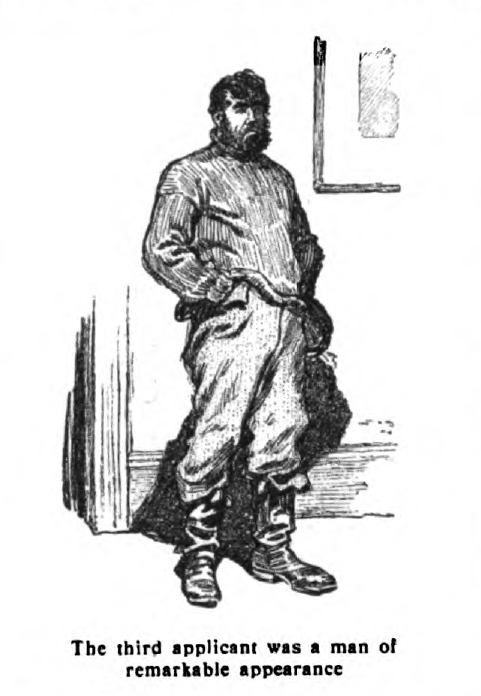
Patrick Cairns, il·lustració de 1904 de Frederic Dorr Steele a Collier's

"The Adventure of Black Peter" es va publicar als Estats Units a Collier's el 27 de febrer de 1904, i al Regne Unit a The Strand Magazine el març de 1904. La història es va publicar amb sis il·lustracions de Frederic Dorr Steele a Collier's , i amb set il·lustracions de Sidney Paget a The Strand. Va ser inclòs a la col·lecció de contes El retorn de Sherlock Holmes, que es va publicar als Estats Units el febrer de 1905 i al Regne Unit el març de 1905.

## Adaptacions

### Cinema i televisió
Un curtmetratge mut adaptat de la història es va estrenar el 1922 com a part de la sèrie de pel·lícules Stoll protagonitzada per Eille Norwood com a Sherlock Holmes i Hubert Willis com a Watson, amb Teddy Arundell com a inspector Hopkins, Hugh Buckler com a Patrick Cairns i Fred Paul com el capità Peter Carey.
La història va ser adaptada per a la sèrie de la BBC de 1968 amb Peter Cushing. Ara l'episodi està perdut.
Hi ha una referència visual a la història de "Black Peter" a "The Hounds of Baskerville" (2012), el segon episodi de la segona temporada de la sèrie de la BBC Sherlock (2010-2017).
El primer episodi de la sèrie de televisió russa Sherlock Holmes del 2013 es basa en la història.
El març de 2017, la sèrie de televisió nord-americana Elementary (una versió moderna de Sherlock Holmes) va utilitzar la història de "Black Peter" com a base per a un episodi anomenat "Dead Man's Tale". La trama de l'episodi està impulsada per la recerca del tresor d'un pirata anomenat Black Peter. La víctima de l'assassinat (un dels cercadors) és empalada amb una espasa i, com a la història curta, un sospitós anomenat Neligan (una adolescent en aquest cas; el seu pare, anomenat John Neligan, també va ser sospitat breument) és jutjat com ser innocent perquè no té forces per empalar la víctima.

### Drames de ràdio i àudio
Una adaptació radiofònica de "The Adventure of Black Peter", dramatitzada per Edith Meiser, es va emetre l'11 de maig de 1931 a la sèrie de ràdio nord-americana  The Adventures of Sherlock Holmes, protagonitzada per Richard Gordon com Sherlock Holmes i Leigh Lovell com el Dr. Watson.
Edith Meiser també va adaptar la història com a episodi de la sèrie de ràdio nord-americana The New Adventures of Sherlock Holmes, amb Basil Rathbone com a Holmes i Nigel Bruce com a Watson, que es va emetre el 8 de desembre de 1940. Es va adaptar un altre episodi de la mateixa sèrie de la història de Max Ehrlich i es va emetre l'octubre de 1948 (amb John Stanley com a Holmes i Wendell Holmes com a Watson).
"Black Peter" va ser adaptat dues vegades per a la sèrie de ràdio 1952-1969 protagonitzada per Carleton Hobbs com Holmes i Norman Shelley com Watson. La primera adaptació, dramatitzada per Alan Wilson, es va emetre el març de 1961 al BBC Light Program, i va comptar amb Michael Turner com l'inspector Hopkins i Eric Woodburn com Cairns. La segona adaptació, dramatitzada per Michael Hardwick, es va emetre el juliol de 1969 a BBC Radio 2, i va comptar amb Arnold Peters com Hopkins i Henry Stamper com Cairns.
L'any 1970 es va publicar una adaptació de drama d'àudio en disc LP, com un dels diversos drames d'àudio protagonitzats per Robert Hardy com Holmes i Nigel Stock com Watson. Va ser dramatitzat i produït per Michael Hardwick (que també va adaptar l'adaptació radiofònica de 1969) i Mollie Hardwick.
"Black Peter" va ser dramatitzat per a la BBC Radio 4 el 1993 per David Ashton com a part de la sèrie de ràdio 1989-1998 protagonitzada per Clive Merrison com Holmes i Michael Williams com Watson. Va comptar amb Alex Norton com a Cairns.
La història va ser adaptada com a episodi del 2012 de The Classic Adventures of Sherlock Holmes, una sèrie del programa de ràdio nord-americà Imagination Theatre, protagonitzada per John Patrick Lowrie com Holmes i Lawrence Albert com Watson.

### Altres mitjans
El 2014, Frogwares va llançar un videojoc titulat Sherlock Holmes: Crimes & Punishments, el primer cas del qual "The Fate of Black Peter" adapta els elements d'aquesta història.